# Газовий збірний пункт
Газовий збірний пункт (рос.газовый сборный пункт, англ. gas collector, gas collecting main; нім. Gassammelstelle f) — у газовій промисловості — комплекс споруд, призначений для збору і промислової обробки газу, що надходить від експлуатації свердловин.
Г.з.п. забезпечує підготовку до транспортування газу та газоконденсату, а також вимірювання кількості видобувної продукції.
Основні технологічні операції, які виконуються на Г.з.п.:
- очищення (від механічних домішок та рідкої фази) та
- сушіння газу.

При централізованій системі розробки, прийнятій для родов. з річним відбором газу до 20 млрд м3, на Г.з.п. проводяться лише збір і первинна сепарація газу, а кінцева обробка газу і конденсату — на головних спорудах промислу.
Обладнання Г.з.п. централізованої системи промислового оброблення газу охоплює: сепаратор першого ступеня, призначений для відокремлення механічних домішок і рідкої фази, винесеної з пласта і виділеної під час транспортування газу від свердловини до Г.з.п.; запірно-регулювальну арматуру; повітряні (у разі якщо температура газу перевищує 40–45°С) або водяні холодильники і сепаратор другого ступеня.
При децентралізованій системі повна обробка газу і конденсату здійснюється на Г.з.п. які обладнані установками комплексної підготовки газу. Технологія обробки газу визначається запасом гирлового тиску і вмістом важких вуглеводнів. Найпоширеніші технології — низькотемпературна сепарація, що застосовується на газоконденсатних родов. з тиском на гирлі свердловин в початковий період розробки більше 12-14 МПа; абсорбційне сушіння, яке здійснюється на газових родовищах із вмістом важких вуглеводнів менше 1 г/м3.
Крім основних технологічних ліній, на Г.з.п. є вимірювальна лінія для визначення продуктивної характеристики кожної із підключених до Г.з.п. свердловин за дебітом.
Технологічні лінії Г.з.п. обладнуються типовим автоматизованим блоковим обладнанням продуктивністю 1,3,5 млн м3/добу і більше. Продуктивність Г.з.п. (до 10 млрд м3/рік) залежить від запасів газу, конфігурації родовища, типу встановленого технологічного обладнання, а також дебіту і кількості під'єднаних до нього свердловин (в середньому 10–15, максимально до 30–35).